# Yolanda Ramos
Yolanda Ramos Navarro (Sabadell, 4 de septiembre de 1968) es una actriz, presentadora y humorista española conocida por sus múltiples apariciones en programas de humor, especialmente Homo Zapping (2003-2005), además de haber recibido una nominación en los Premios Goya por su participación en la película Carmina y amén (2014).

## Biografía
Yolanda Ramos nació el 4 de septiembre de 1968 en la localidad catalana de Sabadell, aunque después, se trasladó al barrio barcelonés de Pueblo Seco. Comenzó su carrera como vedette del local barcelonés El Molino, además de haber participado en las compañías de espectáculos El Terrat y La Cubana durante esos años.

## Trayectoria profesional
Consiguió gran popularidad por sus intervenciones en el programa Homo Zapping (2003-2005) de Antena 3, parodiando a María Teresa Campos, Ana Obregón y Belén Esteban; y su papel de copresentadora en El intermedio en LaSexta (2006). En 2009 colaboró para Cuatro en la fallida versión española del mítico programa estadounidense Saturday Night Live. En sus primeros años en televisión también ha participado en los programas y series: 7 vidas (en su decimoquinta y última temporanda), El club de Flo, La escobilla nacional o El club del chiste. También ha participado en la exitosa película Volver, del cineasta Pedro Almodóvar, e hizo un cameo en Torrente 4: Lethal Crisis (Crisis Letal), de Santiago Segura. En teatro puede mencionarse su intervención en el montaje de Confesiones de mujeres de 30 en el 2013. Ese mismo año representó la obra La Cavernícola en el Pequeño Teatro Gran Vía de Madrid.
En 2014 fichó por el programa de late night, Hable con ellas de la cadena Telecinco. El programa, inspirado en el show estadounidense The View, estaba presentado por varias mujeres: Natalia Millán, Beatriz Montañez, Sandra Barneda, Rocio Carrasco, Marta Torné, Alyson Eckmann y la propia Yolanda Ramos. En abril de ese mismo año, en uno de los primeros programas de Hable con ellas, generó una polémica reclamando 25 000 pesetas (150 euros) al productor José Luis Moreno quién acudía como invitado, por un supuesto impago de su productora con la que anteriormente trabajó. En mayo de 2014 participó en la película Carmina y amén del director y actor Paco León, antiguo compañero de Homo Zapping, ganando en el Festival de Málaga la Biznaga de Plata a mejor actriz de reparto, así como una nominación a los Premios Goya como mejor actriz revelación. En octubre de 2014 comenzó su participación en el programa de debate político Un tiempo nuevo en Telecinco en el que colaboró en los primeros programas con la sección Un país a raya.
En 2015 participó en la película Ahora o nunca junto a Dani Rovira, María Valverde, Clara Lago, Jordi Sánchez y la cantante Melody, entre otros actores. Un año más tarde, participó como concursante de la quinta temporada del programa Tu cara me suena (2016-2017), presentado por Manel Fuentes en Antena 3. En el verano del 2017, se incorporó como jurado al programa Me lo dices o me lo cantas, presentado por Jesús Vázquez en Telecinco.
En 2018 protagonizó la serie Benvinguts a la familia, emitida en TV3 y Netflix, durante sus dos temporadas. En verano de 2019 se incorporó en el reparto principal (había participado como invitada en 2016 y 2018) a la tercera temporada de Paquita Salas, interpretando el papel de la excéntrica community manager Noemí Argüelles, el cual le sirvió para ser premiada en los Premios Feroz. Ese mismo año participó en la obra musical La llamada, de Javier Ambrossi y Javier Calvo. En septiembre participó como concursante en la cuarta edición de MasterChef Celebrity España, quedando finalmente clasificada como semifinalista.
En enero de 2021 protagonizó un spot publicitario para Netflix, donde promocionó las series españolas originales de la plataforma. Además, en el mismo año, participó en dos concursos en Prime Video: el programa de humor presentado por Santiago Segura LOL: Si te ríes pierdes y el programa de cocina presentado por Paula Vázquez y Brays Efe Celebrity Bake Off. También ese año, rodó la serie Cardo para Atresplayer Premium, producida por los Javis y protagonizada por Ana Rujas y la película original de Netflix Amor de madre, dirigida por Paco Caballero, por la cual se quedó recluida en las Islas Mauricio después de dar positivo en COVID-19 durante las grabaciones.
En 2024 Yolanda participa en la segunda edición Celebrity Bake Off, siendo la única concursante de la primera edición que repite. En el talent coincide con rostros muy diversos, desde Alba Carrillo a Blas Cantó pasando por Pablo Puyol y las Azúcar Moreno.

## Filmografía

### Cine
| Año  | Título                          | Personaje       | Director         |
| ---- | ------------------------------- | --------------- | ---------------- |
| 2006 | Volver                          | Presentadora TV | Pedro Almodóvar  |
| 2011 | Torrente 4: Lethal Crisis       | Mariví          | Santiago Segura  |
| 2013 | Cenizas                         | Luisa           | Llorenç Castañer |
| 2014 | Carmina y amén                  | Yoli            | Paco León        |
| 2015 | Ahora o nunca                   | Nines           | María Ripoll     |
| 2015 | Barcelona, noche de invierno    | Rosa            | Dani de la Orden |
| 2016 | El futuro ya no es lo que era   | Marina          | Pedro L. Barbero |
| 2016 | Villaviciosa de al lado         | Visi            | Nacho G. Velilla |
| 2022 | Amor de madre                   | Montse          | Paco Caballero   |
| 2025 | Viaje de fin de curso: Mallorca | Ortrud          | Paco Caballero   |

### Series de televisión
| Año       | Título                   | Personaje               | Notas                                         |
| --------- | ------------------------ | ----------------------- | --------------------------------------------- |
| 2006      | 7 vidas                  | Rosario «Charo» Rivas   | Elenco principal; 13 episodios (temporada 15) |
| 2007      | Cafetería Manhattan      | Yolanda                 | Elenco principal; 19 episodios                |
| 2010      | Impares                  | Maite                   | 1 episodio                                    |
| 2010      | Impares Premium          | Maite                   | 1 episodio                                    |
| 2012–2013 | Señoras que...           | Varios personajes       | Elenco principal; 12 episodios                |
| 2014      | Kubala, Moreno i Manchón | Taxista                 | 1 episodio                                    |
| 2016      | Chiringuito de Pepe      | Eugenia Barranco        | 1 episodio                                    |
| 2016–2019 | Paquita Salas            | Noemí Argüelles         | Elenco principal; 7 episodios                 |
| 2018–2019 | Benvinguts a la familia  | Maria Victòria Argenter | Elenco principal; 26 episodios                |
| 2019      | Foodie Love              | Coctelera Yolanda       | 2 episodios                                   |
| 2021      | Cardo                    | Fausta                  | Colaboración especial; 2 episodios            |
| 2024      | Un nuevo amanecer        | Candela Nieto           | Protagonista; 8 episodios                     |
| 2024      | Citas Barcelona          | Yoly                    | 1 episodio                                    |

### Programas de televisión

#### Como presentadora
| Año       | Título                       | Cadena    | Notas        |
| --------- | ---------------------------- | --------- | ------------ |
| 2006      | El vídeo del millón de euros | La Sexta  | Presentadora |
| 2014–2015 | Hable con ellas              | Telecinco | Presentadora |
| 2019      | Las Notas                    | Neox      | Presentadora |

#### Como colaboradora
| Año           | Título                            | Cadena          | Notas        |
| ------------- | --------------------------------- | --------------- | ------------ |
| 1999          | Me lo dijo Pérez                  | Telecinco       | Cómica       |
| 2002–2004     | Vitamina N                        | CityTV          | Colaboradora |
| 2003–2005     | Homo Zapping                      | Antena 3        | Cómica       |
| 2005          | Buenafuente                       | Antena 3        | Cómica       |
| 2006–2007     | El club de Flo                    | La Sexta        | Jurado       |
| 2006–2008     | El intermedio                     | La Sexta        | Colaboradora |
| 2008          | Peta-Zetas                        | Antena 3        | Colaboradora |
| 2008          | Vacances pagades                  | TV3             | Reportera    |
| 2009          | Saturday Night Live               | Cuatro          | Cómica       |
| 2010          | El Megaplayback                   | Antena 3 y Neox | Cómica       |
| 2010          | Al Ataque Chow                    | Telecinco       | Cómica       |
| 2010          | La escobilla nacional             | Antena 3        | Cómica       |
| 2010–2011     | El club del chiste                | Antena 3        | Cómica       |
| 2012–2014     | El club de la comedia             | La Sexta        | Cómica       |
| 2013–2014     | Zapeando                          | La Sexta        | Colaboradora |
| 2014          | Todo va bien                      | Cuatro          | Colaboradora |
| 2014          | El pueblo más divertido de España | La 1            | Colaboradora |
| 2015          | ¡Vaya fauna!                      | Telecinco       | Jurado       |
| 2017          | Me lo dices o me lo cantas        | Telecinco       | Jurado       |
| 2024          | Baila como puedas                 | La 1            | Jurado       |
| 2024–presente | Late Xou                          | La 2 y La 1     | Colaboradora |

#### Como concursante
| Año       | Título                     | Cadena      | Notas                         |
| --------- | -------------------------- | ----------- | ----------------------------- |
| 2016–2017 | Tu cara me suena 5         | Antena 3    | Concursante - 9.ª clasificada |
| 2019      | MasterChef Celebrity 4     | La 1        | Concursante - 13.ª expulsada  |
| 2021      | Celebrity Bake Off         | Prime Video | Concursante - 5.ª expulsada   |
| 2021      | LOL: Si te ríes pierdes    | Prime Video | Concursante - 1.ª eliminada   |
| 2022      | LOL: Si te ríes pierdes 2  | Prime Video | Concursante - 1.ª eliminada   |
| 2024      | Bake Off: Famosos al horno | La 1        | Concursante - 6.ª expulsada   |
| 2025      | Hasta el fin del mundo     | La 1        | Concursante - En competición  |

#### Como invitada
| Año        | Título                                   | Cadena    | Notas                  |
| ---------- | ---------------------------------------- | --------- | ---------------------- |
| 2016; 2024 | El hormiguero                            | Antena 3  | Invitada (2 programas) |
| 2019       | Viajando con Chester                     | Cuatro    | Invitada (1 programa)  |
| 2019; 2021 | Tu cara me suena                         | Antena 3  | Invitada (2 programas) |
| 2020       | MasterChef Celebrity                     | La 1      | Invitada (1 programa)  |
| 2020       | Samanta y la vida de...                  | Cuatro    | Invitada (1 programa)  |
| 2020       | Sábado Deluxe                            | Telecinco | Invitada (1 programa)  |
| 2020       | Pasapalabra                              | Antena 3  | Invitada (3 programas) |
| 2020       | Typical Spanish                          | La 1      | Invitada (1 programa)  |
| 2021       | La noche D                               | La 1      | Invitada (1 programa)  |
| 2021       | Rocío, contar la verdad para seguir viva | Telecinco | Invitada (1 programa)  |
| 2022       | Encuentros inesperados                   | La Sexta  | Invitada (1 programa)  |
| 2022       | Joaquín, el novato                       | Antena 3  | Invitada (1 programa)  |
| 2023       | Late Xou                                 | La 2      | Invitada (2 programas) |
| 2024       | Invictus, ¿te atreves?                   | La 1      | Invitada (1 programa)  |
| 2024–2025  | La revuelta                              | La 1      | Invitada (2 programas) |
| 2025       | Bake Off: Famosos al horno               | La 1      | Invitada (1 programa)  |

## Premios y nominaciones
Premios Goya
| Año  | Categoría               | Película       | Resultado |
| ---- | ----------------------- | -------------- | --------- |
| 2014 | Mejor actriz revelación | Carmina y amén | Nominada  |

Premios Feroz
| Año  | Categoría                            | Trabajo        | Resultado |
| ---- | ------------------------------------ | -------------- | --------- |
| 2015 | Mejor actriz de reparto              | Carmina y amén | Nominada  |
| 2020 | Mejor actriz de reparto en una serie | Paquita Salas  | Ganadora  |
| 2022 | Mejor actriz de reparto en una serie | Cardo          | Nominada  |

Medallas del Círculo de Escritores Cinematográficos
| Año  | Categoría         | Película       | Resultado |
| ---- | ----------------- | -------------- | --------- |
| 2014 | Actriz revelación | Carmina y amén | Nominada  |

Premios de la Unión de Actores y Actrices
| Año  | Categoría                             | Película      | Resultado |
| ---- | ------------------------------------- | ------------- | --------- |
| 2019 | Mejor actriz de reparto de televisión | Paquita Salas | Nominada  |

Premios Zapping
| Año  | Categoría     | Película                | Resultado |
| ---- | ------------- | ----------------------- | --------- |
| 2018 | Millor actriu | Benvinguts a la família | Ganadora  |

Festival de Málaga Cine en Español
| Año  | Categoría                                          | Película       | Resultado |
| ---- | -------------------------------------------------- | -------------- | --------- |
| 2015 | Biznaga de Plata a la Mejor actriz de reparto      | Carmina y amén | Ganadora  |
| 2019 | Biznaga de Plata a la Mejor actriz (Cortometrajes) | Benidorm 2017  | Ganadora  |